# Dain Blanton
Dain Blanton (Laguna Beach, 28 de novembro de 1971) é um voleibolista de praia dos Estados Unidos. 
Ele participou dos Jogos Olímpicos de 2000, em Sydney, onde conquistou a medalha de ouro ao lado de Eric Fonoimoana. Nos Jogos Olímpicos de Atenas, em 2004, Blanton retornou para defender o título olímpico, mas não passou da primeira fase jogando ao lado de Jeff Nygaard.